# Kazahstanski muzej ljudskih glasbil
Kazahstanski muzej ljudskih glasbil Ykhlas (kazaško Ықылас атындағы халық музыкалық аспаптар музейі, Yqylas atyndağy halyq muzykalyq aspaptar muzeyı) je muzej glasbil v Almatiju v Kazahstanu.
Lesena stavba, ki stoji v parku Panfilov, je bila zgrajena leta 1908, hkrati s cerkvijo Vnebovzetja. V tem obdobju se je vojaško vodstvo turkestanskega generalnega guvernerja nekoč sestalo tukaj za slovesnosti in državne sprejeme.

## Zgodovina
Cerkev je bila zgrajena v slogu stare ruske arhitekture, ki jo je zasnoval slavni arhitekt A. P. Zenkov. Muzej je eden redkih, ki se je ohranil od časov mesta Vernija.
Po ustanovitvi Sovjetske zveze je bila stavba do leta 1980 uporabljena kot Hiša častnikov, ko so jo preuredili v muzej glasbil.
Muzej je dobil ime po velikem kazahstanskem glasbeniku 19. in 20. stoletja Ykylasu, ki je promoviral čistost ljudske kulture in ohranjanje različnih narodnih glasbil.

## Arhitektura
Lesena stavba, pravokotne oblike in krita z deskami, je stolp. Okna so visoka, pravokotna, trikrilna, bogato izrezljana; fasade so okrašene z aplicirano leseno rezbarijo. Prostorsko ureditvena rešitev je triosna, ki jo na glavnem pročelju izpostavljajo rizaliti. Osrednji rizalit je poudarjen z dvoslojno streho s štirikapnicami, z okrašenimi izrezljanimi ploščami mansardnih oken. Zgornji nivo je skozi, s štirikapno streho, ki jo podpirajo izrezljani stebri. Stranska rizalita imata enokapno kovinsko streho. Glavni vhod je poudarjen s kobiličasto visoko verando, ki je naslonjena na izrezljane stebre. V zgornjem nivoju volumna stolpa so uporabljena majhna kvadratna okna. Podstrešna okna so kobilasta.
Med rekonstrukcijo leta 1979 so lesenim rezbarijam dodali kazahstanske nacionalne vzorce: agaš - drevo življenja, šindžara - tekoči valovi, uzilmes - kodrasto steblo, otkizbe - rogu podoben koder.

## Muzejska razstava
V muzeju so razstavljeni glasbeni instrumenti izjemnih izvajalcev preteklih pevcev-improvizatorjev in skladateljev Abai Qunanbaiuly, Birzhan, Qurmangazy Sagyrbaiuly, Makhambet Otemisuly, Shashu-bay, Dina Nurpeisova, Kazangap, Nartay, Kenen, Seitek, Muryn-zhyrau, Kyzyl-zhyrau, Zhambyl Zhabayuly, Boltyrik-zhyrau, A. Zhubanov, A. Kashaubaev, A. Khasenov, D. Myktybaev in mnogi drugi.
Muzej glasbil je sestavljen iz več dvoran:
- Viri ljudske glasbe - zgodovina glasbil turških ljudstev;
- Dvorana za pihala in tolkala - govori o instrumentih, kot so dauylpa, dudyga, shyn, asatayak, dabyl, kos dunkildek in shyndauyl;
- Dvorana mojstrov - zmagovalni inštrumenti prvega republiškega tekmovanja v izdelovanju instrumentov "Aniz dombyra";
- Dvorana Kobyz;
- Dvorana glasbil turških ljudstev - 27 glasbil 14 turško govorečih držav;
- Dvorana glasbenih instrumentov ljudstev sveta - 81 glasbil iz 27 držav sveta.

## Sodobno stanje
Danes je v zbirki muzeja več kot 1000 instrumentov, ki so razdeljeni na 60 vrst kazahstanskih narodnih glasbil. V zbirki so tudi inštrumenti, ki so jih imeli znani pevci-improvizatorji in skladatelji. Najstarejši eksponati so iz 17. stoletja.
Zunaj je stavba lesena in spominja na tradicionalno rusko arhitekturo. Notranjost dekoracije ustreza klasičnim kazahstanskim nacionalnim vzorcem. Pred stavbo stoji skulptura narkobyza, kazahstanskega loka.

## Status spomenika
4. aprila 1979 je sklep izvršnega odbora mestnega sveta Almatijevih poslancev stavbe 'Oficirska hiša' (takrat) pridobil status spomenika zgodovine in kulture ter je bil pod zaščito države.
26. januarja 1982 je bila stavba (takrat republikansko lutkovno gledališče) uvrščena na seznam zgodovinskih in kulturnih spomenikov državnega pomena Kazahstanske SSR.
25. novembra 1993 je postala del Državnega zgodovinsko-arhitekturnega in spominskega rezervata Almati. Na območju rezervata je prepovedana nova gradnja. Rekonstrukcija objektov je možna le z dovoljenjem Ministrstva za kulturo in šport Kazahstana.
27. septembra 2006 je župan mesta Imangali Tasmagambetov izdal odlok, s katerim je vladi Kazahstana predlagal izključitev muzejske stavbe (Proletarskaya ulica, 24) z državnega seznama zgodovinskih in kulturnih spomenikov Almatija, kot spomenik lokalnega pomena. Ta sklep je bil zavrnjen, saj je bila stavba od leta 1982 spomenik zgodovinskega in kulturnega pomena državnega pomena.

## Administracija
Pred razpadom ZSSR je muzej upravljalo ministrstvo za kulturo Kazahstanske SSR. Potem je bil pod republiškim nadzorom in ga je upravljalo ministrstvo za kulturo Republike Kazahstan. Nato je bil leta 2012 umaknjen iz republiškega upravljanja Ministrstva za kulturo in prenesen v občinsko upravljanje Oddelka za kulturo Akimata Almati.